# Saccharomycetes
Saccharomycetes är en klass i riket svampar. Den innehåller ordningen Saccharomycetales, jäst som fortplantar sig via knoppning. Hemiascomycetes är mer eller mindre en synonym.